# Sarah Jayne Dunn
Sarah Jayne Dunn est une actrice anglaise née le 25 septembre 1981. Elle figure dans la distribution du film The Dark Knight en 2008 et dans le soap opera Hollyoaks.